# 3C Groups
3C Groups A/S er en dansk virksomhed med hovedkvarter i Odense, som er kendetegnet ved at være engageret i en række forskellige brancher. Brancherne inkluderer hotel, event, sport, detailhandel, finansiel service, fast ejendom, boliger, medier og industri. Selskabet blev etableret i 2007 og udgør det primære selskab i Niels Thorborgs 3C-koncern. I 2023 omsatte de for 3,149 mia. danske kroner. I alle koncernens datterselskaber var der i alt 2.442 ansatte (2023).
Koncernens kendteste virksomheder inkluderer L'easy og Odense Sport & Event. Af andre nævneværdige selskaber er ejendomsselskabet 3C Properties, medievirksomheden 3C Media, finansieringsselskabet 3C Finans og 3C Bolig.